# Luke McNally
Luke McNally, né le 20 septembre 1999 à Enfield en Irlande, est un footballeur irlandais qui évolue au poste de défenseur central à Stoke City, en prêt du Burnley FC.

## Biographie

### En club
Né à Enfield en Irlande, Luke McNally commence le football avec le club local du Enfield Celtic avant d'être formé par le Drogheda United. McNally rejoint ensuite le St. Patrick's Athletic FC en janvier 2017.
Il commence toutefois sa carrière dans son ancien club, le Drogheda United, étant prêté en février 2019 pour une saison.
McNally inscrit son premier but en professionnel le 27 avril 2019, à l'occasion d'une rencontre de championnat face au Cobh Ramblers. Titularisé, il participe à la victoire de son équipe par quatre buts à un.
Le 28 juin 2022, Luke McNally est recruté par le Burnley FC, pour un contrat de quatre ans, soit jusqu'en juin 2026,.
Le 26 janvier 2023, McNally est prêté au Coventry City FC jusqu'à la fin de la saison.
Le 2 août 2023, Luke McNally rejoint Stoke City sous la forme d'un prêt d'une saison.

### En sélection
Luke McNally représente l'équipe d'Irlande des moins de 19 ans. Il ne joue qu'un seul match avec cette sélection, le 2 septembre 2017, contre la Tchéquie. Il entre en jeu et son équipe l'emporte par deux buts à un.
En août 2020, McNally est appelé pour la première fois avec l'équipe d'Irlande espoirs par le sélectionneur Jim Crawford.